# Коджо, Борис
Бо́рис Фре́дерик Се́сил Тэй-На́тей Офуэ́тей-Ко́джо (англ. Boris Frederic Cecil Tay-Natey Ofuatey-Kodjoe; род. 8 марта 1973, Вена, Австрия) — немецкий актёр и в прошлом модель австрийского происхождения, который в основном снимается в США. Наиболее известен по ролям Стивена Блума в телесериале «Под прикрытием» и Лютора Веста в фильмах «Обитель зла в 3D: Жизнь после смерти» и «Обитель зла: Возмездие».

## Ранняя жизнь
Коджо родился в Вене (Австрия). Его мать Урсула была немецким психологом, а отец Эрик Коджо — ганским врачом. Его прабабушка по материнской линии была еврейкой и умерла во времена Холокоста, а бабушка пережила войну в подполье. Его родители развелись, когда ему было шесть лет.

## Карьера
В 2002 году журнал People назвал Коджо одним из «50 самых красивых людей мира». В 2002 году он снялся в фильме Тёмный сахар и в сериале «Пища для души» с Николь Ари Паркер в главной роли (впоследствии они поженились). В октябре 2005 году он сыграл роль Дэвида Тейлора, своенравного сына пастора Фреда Тейлора в фильме «Госпел». Позже он снялся в фильме «Сурогатты». В декабре 2009 года было объявлено, что Коджо сыграет главную роль в сериале «Под прикрытием», премьера которого состоялась в сентябре 2010 года. В этом же году он выступал в роли Лютора Веста в «Обитель зла в 3D: Жизнь после смерти» и в 2012 году он сыграл этого же героя в «Обитель зла: Возмездие».
На телевидении, Коджо имеет основную роль в прайм-тайм мыльной опере ABC «Только для членов» в 2014 году.

## Личная жизнь
Коджо свободно владеет французским, немецким и английским языками, немного говорит по-испански. У него есть брат Патрик и сестра Надя.
21 мая 2005 года Коджо женился на актрисе Николь Ари Паркер в городе Гундельфинген (Германия). У них двое детей. Первый ребёнок, девочка Софи, родилась 5 марта 2005 года. При рождении ей диагностировали расщепление позвоночника. Второй ребёнок, мальчик Николя Неруда, родился 31 октября 2006 года. Они проживают в городе Атланта.

## Фильмография
| Год       |    | Русское название                     | Оригинальное название         | Роль                |
| --------- | -- | ------------------------------------ | ----------------------------- | ------------------- |
| 2000      | ф  | Любовь и баскетбол                   | Love & Basketball             | Джейсон             |
| 2002      | ф  | Тёмный сахар                         | Brown Sugar                   | Кельби Девсен       |
| 2004      | с  | Пища для души                        | Second Time Arounde           | Джексон             |
| 2004      | ф  | Возмездие                            | Doing Hard Time               | Мишель Митчелл      |
| 2005      | ф  | Госпел                               | The Gospel                    | Дэвид Тэйлор «ТД»   |
| 2006      | ф  | Воссоединение семьи Мэдеи            | Madea's Family Reunion        | Фрэнки Хендерсон    |
| 2008      | ф  | Звёздный десант 3: Мародёр           | Starship Troopers 3: Marauder | Генерал Дикс Гаузер |
| 2009      | ф  | Суррогаты                            | Surrogates                    | Стоун               |
| 2010      | ф  | Обитель зла в 3D: Жизнь после смерти | Resident Evil: Afterlife      | Лютор Вест          |
| 2010      | с  | Под прикрытием                       | Undercovers                   | Стивен Блум         |
| 2012      | ф  | Обитель зла: Возмездие               | Resident Evil: Retribution    | Лютер Вест          |
| 2012      | ф  | Медсестра 3D                         | Nurse 3D                      | Детектив Джон Роган |
| 2013      | ф  | Выдача багажа                        | Baggage Claim                 | Грэм                |
| 2014      | ф  | Addicted                             | Джейсон Рейнард               |                     |
| 2014      | с  | Только для членов                    | Members Only                  | Дикон               |
| 2015      | с  | Последний человек на Земле           | The Last Man on Earth         | Фил Миллер №2       |
| 2015—2018 | с  | Реанимация                           | Code Black                    | Доктор Кемпбел      |
| 2017      | мф | Фердинанд                            | Ferdinand                     | Клаус               |
| 2018      | с  | Пожарная часть 19                    | Station 19                    | Роберт Салливан     |